# Gardner, Illinois
Gardner är en ort i Grundy County i delstaten Illinois, USA.